# Fjärde ringvägen (Peking)
Fjärde ringvägen (四环路; Sìhuánlù) är den tredje inifrån av Pekings ringvägar och är 65,26 km lång. Fjärde ringvägen färdigställdes under tre år från 1998 till 2001. Ringvägen följer en ungefär kvadratisk form ca 8 km från sitt centrum nära Förbjudna staden. Ca 3 km Innanför Fjärde ringvägen löper Tredje ringvägen, och ungefär 5 km utanför omsluts den av Femte ringvägen. Hastighetsbegränsningen på Fjärde ringvägen är 100km/h.
Norra Fjärde ringvägen passerar Olympiaparken, och i dess nordvästra krök ligger Sommarpalatset. Motorvägarna Jingshen Expressway och Jington Expressway börjar från Fjärde ringvägen.